# جون كيسي (كاتب)
جون كيسي (بالإنجليزية: John Casey)‏‏ (18 يناير 1939 في ورسستر - 22 فبراير 2025) روائي، ومترجم من الولايات المتحدة.

## الجوائز
- جائزة روما الأمريكية
- الجائزة الوطنية للكتاب عن فئة الخيال  [لغات أخرى]‏
- جائزة الكتاب الوطني  [لغات أخرى]‏

## روابط خارجية
- جون كيسي على موقع إن إن دي بي (الإنجليزية)